# Gurovits József
Gurovits József (Budapest, 1928. november 23. – Zürich, 2021. március 3.) olimpiai bronzérmes magyar kajakozó.

## Pályafutása
A Budapest Honvéd sportolójaként az 1952. évi nyári olimpiai játékokon a férfiak 10000 méteres kajak kettes számában Varga Ferenccel bronzérmet nyertek.

## Pályafutása után
Gurovits József esti tagozaton a Kandó Kálmán Híradástechnikai Technikumban tanult, mialatt az Elektromos Műveknél dolgozott. 1953-ban ismerkedett meg feleségével, a gyorskorcsolyázó Földváry-Boér Máriával akivel 1954-ben össze is házasodtak. Az ötvenes évek közepétől Gurovits a Néphadsereg című napilapnál dolgozott riporterként. 1956 novemberében feleségével Svájcba emigrált, és Zürichben élt.